# Ernst-Siegfried Schlange-Schöningen
Ernst-Siegfried Schlange-Schöningen (* 4. Mai 1914 als Ernst-Siegfried Alexander Schlange in Stettin; † 27. April 2005 in Königswinter) war ein deutscher Diplomat und Wirtschaftswissenschaftler. Er war Botschafter in Obervolta und Generalkonsul in Istanbul.

## Leben
Schlange-Schöningen wuchs auf dem elterlichen Gut in Schöningen in Pommern auf und besuchte das Gymnasium in Prenzlau. Nach dem Schulbesuch studierte Schlange-Schöningen Wirtschaftswissenschaften in Heidelberg, London, Köln und Kiel. In Heidelberg wurde er Mitglied des Corps Guestphalia Heidelberg sowie später des Corps Vandalo-Guestphalia Heidelberg. Er beendete sein Studium 1937 mit dem Diplom (Dipl. rer. pol.). Danach diente er im Heer (Wehrmacht). Nach Kriegsende und Flucht aus Pommern wurde er 1949 zum Dr. rer. pol. promoviert.
Im Jahr 1953 erfolgte der Eintritt in das Auswärtige Amt. Von 1963 bis 1964 war er Botschafter in Obervolta, nachdem die deutsche Botschaft in der Hauptstadt Ouagadougou am 31. Januar 1963 errichtet worden war. Wegen einer schweren Erkrankung seiner Ehefrau kehrte er bereits frühzeitig wieder nach Deutschland zurück. Nach deren Tod war er Ende der 1970er Jahre vor dem Eintritt in den Ruhestand noch deutscher Generalkonsul in Istanbul. Schlange-Schöningen lebte in Thomasberg (Königswinter) und später zudem in Berlin-Charlottenburg.
Schlange-Schöningen wurde auf dem Friedhof in Schwaneberg in der Uckermark beigesetzt, wo sich auch die Grabsteine seines Vaters und weiterer ursprünglich andernorts bestatteter Familienangehöriger befinden.

## Familie
Schlange-Schöningen wurde als Sohn von Hans Schlange-Schöningen geboren, der in der Weimarer Republik Reichsminister im Kabinett Brüning II war. Er war zweimal verheiratet, in erster Ehe bis zu ihrem Tod mit Barbara Fließbach, die aus Hinterpommern stammte. Er hatte fünf Kinder. Der Althistoriker Heinrich Schlange-Schöningen (* 1960) ist ein Neffe.

## Schriften
- Die landwirtschaftliche Marktforschung in Westdeutschland seit 1945, Bad Godesberg 1952